# Stazione di Venegono Superiore-Castiglione
Stazione di Venegono Superiore-Castiglione vasútállomás Olaszországban, Lombardia régióban, Venegono Inferiore településen.

## Vasútvonalak
Az állomást az alábbi vasútvonalak érintik:
- Saronno-Laveno-vasútvonal

## Kapcsolódó állomások
A vasútállomáshoz az alábbi állomások vannak a legközelebb:
- Stazione di Vedano Olona
- Stazione di Venegono Inferiore